# NEO XYX
NEO XYX est un jeu vidéo du type shoot them up à scrolling vertical développé par NG:Dev.Team en 2013 sur Neo-Geo MVS,, puis sur Dreamcast en 2014. C'est le deuxième jeu Neo-Geo à défilement vertical développé par NG:Dev.Team, le premier étant Fast Striker.